# 12512 Спліт
12512 Спліт (12512 Split) — астероїд головного поясу, відкритий 21 квітня 1998 року.
Тіссеранів параметр щодо Юпітера — 3,584.